# Matsushita Shin’ichi
Matsushita Shin’ichi (jap. 松下 眞一 oder 松下 真一; * 1. Oktober 1922 in Ibaraki, Präfektur Osaka; † 25. Dezember 1990) war ein japanischer Komponist und Mathematiker.
Matsushita studierte an der Universität Kyūshū Mathematik und daneben privat Musik. 1958 wurde er Mitarbeiter des elektronischen Studios in Osaka, später war er zugleich Professor für Mathematik und Mitarbeiter der Fakultät für Musik der Städtischen Universität Osaka. 
Er komponierte vorzugsweise Werke in kammermusikalischer Besetzung, in denen er häufig elektronische Instrumente oder auch Tonbänder einsetzte.

## Werke
- 1958/62 Correlazioni per 3 gruppi di orchestra de camera
- 1958 Composizione da camera für acht Spieler
- 1959 Les temps mesurable et topologique pour piano
- 1959 Faisceaux pour flûte, violoncelle et piano
- 1959 5 Tempi per undici instrumenti
- 1959 Isomorfisums per orchestra da camera
- 1959 Le croître noir pour voix humaines et musique électronique
- 1959 Trois mouvements pour piano
- 1960 Jet-Pilot for orchestra, string quartet, female voices and narrator
- 1960 Canzona da sonare no. 1 für Klavier und Schlagzeug
- 1960 Etoile de Chaldéen pour flûte et piano
- 1960 Repère mobile puor violoncelle seul
- 1961 Cube for flute, celesta and viola
- 1962 Sinfonia "Le Dimensioni"
- 1962 Successioni für Kammerorchester
- 1962 Mosaics for solo piano, or piano and percussions
- 1962 Musique pour ensemble de chambre "Uro"
- 1962 Le Pôle (musique concrète)
- 1963 Sinfonia "Vita"
- 1963 Musique pour soprano et ensemble de chambre (Musik für Sopran und Kammerensemble)
- 1963 Torso in Westering Sun (musique concrète)
- 1964 Spectra (Spectre) No. 1 für Klavier
- 1965 Fresque sonore für 7 Instrumente
- 1967 Six pièces sur les mythes japonais: spectre pour piano II
- 1968 Haleines Astrales pour ensemble de chambre
- 1968 Sinfonia "Pol"
- 1968 Kristalle für Klavier Quartett
- 1968/71 Astrale atem für Kammerorchester
- 1969 Konzentration für Solo-Instrument oder ein Ensemble der Instrumente
- 1970 Gestalt 17 für Harfe, Klavier, Schlagzeug und drei Posaunen
- 1971 Spectre No. 4 für Klavier
- 1972 Eckoū für Chor
- 1972 Violin-Konzert "Idylle"
- 1973 Kolonnen für Schlagzeuge
- 1974 Sinfonia Sangha
- 1974 Symphonische Fantasien über "die Yodo"
- 1977 Minimax für Orgel
- 1978 Parabolische Parabeln von Vögeln für Orgel
- 1982–84/87 Ein neues Lied für Orchester

- Musik für elektrische Orgel, Elektrogitarre und acht Instrumente
- Musik der Steinzeit für elektronische Klänge, Vibraphon, Ondes Martenot und Geräusche
- Tonband-Requiem für vier Solisten und Chor